# Романчишин Василь Григорович
Васи́ль Григо́рович Романчи́шин (народився 10 лютого 1960 в селі Березівка, Могилів-Подільського району (нині входить до Чернівецького району) Вінницької області) — хормейстер, режисер, соліст-вокаліст, Голова Київської обласної організації національної Всеукраїнської музичної спілки, секретар Асоціації діячів естрадного мистецтва України, Заслужений діяч мистецтв України (1999), доктор філософії, професор, ректор комунального закладу вищої освіти Київської обласної ради «Академія мистецтв імені Павла Чубинського».

## Освіта, наукові ступені і вчені звання
1977 року закінчив Тульчинське культурно-освітнє училище.
1981 року закінчив Київський державний інститут культури, диригентсько-хорове відділення.
1999 р. Заслужений діяч мистецтв України.
2012 року закінчив Національну академію керівних кадрів культури і мистецтв, режисерський факультет.
2012 р. — доцент кафедри естрадного виконавства.
2013 р. — кандидат культурології.
2019 р. — професор кафедри режисури та аудіовізуального мистецтва

## Творчість
Романчишин Василь Григорович є яскравим представником української творчої інтелігенції. Його творчий шлях розпочався в 70-х роках минулого століття. Ще у студентські роки, опановуючи фах диригента-хормейстера В. Г. Романчишин брав участь у музичних колективах Київського об'єднання музичних ансамблів як вокаліст та інструменталіст, з успіхом виконуючи твори українських авторів та народні пісні. Та по-справжньому його талант розкрився під час проходження служби в Ансамблі пісні і танцю Київського військового округу. За короткий час В. Романчишин став солістом Ансамблю. В його репертуарі близько 20 творів, здебільшого українських авторів. З цим уславленим колективом молодий виконавець виступав у містах, селах України, у військових частинах та у трудових колективах поруч з такими відомими співаками як В. Зарков, А. Маняченко, С. Грищенко, А. Доронін, В. Сас, К. Силантьєв. На найкращих традиціях Ансамблю разом з Романчишиним виховувалися нині відомі артисти П. Зібров, В. Гришко, А. Кондратюк, Г. Черненко, Л. Ясько, В. Сіренко, І. Мамушев та ін. Тож не дивно, що маючи у своєму складі таку талановиту молодь, Ансамбль пісні і танцю Київського військового округу став Лауреатом другої премії на Всесоюзному конкурсі.
Після завершення військової служби В. Г. Романчишин став досить успішним менеджером культури, пройшовши всі сходинки адміністративно-творчої діяльності: директор Будинку культури, начальник районного відділу культури, начальник управління культури області, перший заступник міністра культури і мистецтв України. На цих посадах він докладав максимум зусиль для розвитку культури та мистецтва. Був організатором Всеукраїнської мистецької акції «Гімн єднає Україну» (1995 рік) режисером-постановником низки культурно-мистецьких акцій у Національній філармонії, Національному палаці мистецтв «Україна», був керівником проекту щодо участі України в бієнале сучасного мистецтва у Венеції (Італія, 2003 рік), організатором Днів культури України в Грузії, Азербайджані, Ірані, Туркменістані, Італії, Ізраїлі, Росії, Всеукраїнського конкурсу оперних виконавців ім. Крушельницької (м. Львів), міжнародних конкурсів «Юність балету» (м. Київ), конкурсу піаністів ім. Горовиця (м. Київ), конкурсу піаністів ім. Гілельса (м. Одеса), конкурсу виконавців на народних інструментах ім. Хоткевича (м. Харків), Всеукраїнських оглядів народної творчості (1999, 2001, 2003 роки), міжнародних Шевченківських свят «В сім'ї вольній, новій» у Донецькій, Львівській та Київській областях За ініціативи В. Г. Романчишина проводиться ряд мистецьких оглядів–конкурсів та фестивалів: «Трипільське коло», хорової музики ім. К. Стеценка, камерної вокальної музики ім. І. Козловського, дитячої творчості «Дебют», фольклорно-етнографічного огляду-конкурсу ім. П. Чубинського, фестивалю молодих естрадних виконавців «Київщина молода» та ін. Попри таку активну діяльність В. Г. Романчишин плідно працює виконавцем. Неповторний тембр, своєрідна виконавська манера вирізняють його голос серед інших. З успіхом виконує твори сучасних українських композиторів: Г. Татарченка, С. Гавриша, П. Зіброва, М. Катричка, П. Мрежука, Л. Дутківського, Д. Антонюка на найкращих сценах столиці та України, в радіо- та телеефірі. А пісня «Рідна сторона» у виконанні В. Г. Романчишина стала неофіційним гімном Київщини.
В період роботи на посадах першого заступника державного секретаря, заступника міністра культури і мистецтв України В. Г. Романчишин, за посадовими обов'язками опікувався навчальними закладами системи Мінкультури. Саме на цей прийшлося впровадження засад Болонського процесу в освітніх закладах галузі. Ця відповідальна робота була організована В. Г. Романчишиним у тісній співпраці з міністерством освіти і науки України.
Водночас, В. Г. Романчишин плідно працював на посаді викладача естрадного вокалу та диригування у Київському національному університеті культури і мистецтв та національній академії керівних кадрів культури і мистецтв.
Великий практичний досвід віднайшов своє втілення у наукових працях з проблем музичної педагогіки та культурології. Методичний посібник «Управління розвитком самодіяльного музичного колективу», (1997 р.) статті "Особливості розвитку музичних емоцій у процесі діяльності музичного колективу (1996 р.), «Педагогічні умови забезпечення творчих стосунків художнього керівника з учасниками аматорського музичного колективу» (1998 р.), «Деякі методологічні питання вдосконалення системи естетичного виховання в школі» (1999 р.), «Музично-естетична культура особистості» (2000 р.), «Розвиток національного виховання дитини засобами української народної пісні» (2005 р.), «Сутність аматорської колективної музичної творчості. Методологічний аспект» (2005 р.), «Психолого-педагогічні та організаційні основи керівництва самодіяльним музичним колективом» (2006 р.), «Українознавство як культурологічна модель самоідентифікації національного досвіду 70-90-х років ХХ століття» (2012 р.), «Суспільно-політичне життя України наприкінці XX століття як культурологічна модель самоідентифікації національного досвіду» (2012 р.), «У пошуках мета-теорії ціннісних основ культуро-творчої активності суб'єкта» (2012 р.), та ін. викликають інтерес у фахівців та студентської молоді.
У січні 2013 року захистив кандидатську дисертацію з культурології на тему: «Гуманітарне знання як чинник становлення ціннісно-смислових концептів української культурологічної думки 70-90-х років XX століття».
Останні роки В. Романчишин очолює комунальний заклад вищої освіти Київської обласної ради «Академія мистецтв імені Павла Чубинського» За цей час творча складова стала домінувати у діяльності навчального закладу. Студенти Академії вихованці В. Г. Романчишина стають переможцями та лауреатами престижних всеукраїнських та міжнародних конкурсів та фестивалів, протягом навчального року студентами творчих спеціалізацій дано понад 140 концертів.
В. Г. Романчишин — яскравий представник сучасного педагога, який успішно використовує досягнення педагогічної науки у своїй діяльності, а також, узагальнюючи власний педагогічний та життєвий досвід, намагається сказати своє вагоме слово у справі розвитку музичної педагогіки та культурології. Автор понад 30 наукових праць
Постановами Кабінету міністрів України В. Г. Романчишина включено до складу наглядових рад Національного художнього музею України, Національного історико-етнографічного заповідника «Переяслав», Національної бібліотеки України для дітей, Національної академії керівних кадрів культури і мистецтв.
Державний службовець першого рангу.
Учасник ліквідації наслідків аварії на Чорнобильській АЕС у 1986 році. Друга категорія

## Нагороди
За вагомий особистий внесок у розвиток національної культури, багаторічну сумлінну працю і високий професіоналізм відзначався: Почесною Грамотою командуючого Київським військовим округом (1983 р.), Почесними грамотами Київських обласної та міської держадміністрацій, Київської обласної ради, Почесними грамотами Центрального комітету профспілки працівників культури та Київської облпрофради, Почесними відзнаками Міністерства культури і мистецтв України «За багаторічну плідну працю в галузі культури» (2005, 2009 р.р.). Подякою Президента України (2010 р.), Лауреат конкурсу «Голос України» (2001 р.). У 1999 році В. Г. Романчишину присвоєно почесне звання «Заслужений діяч мистецтв України». Нагороджений орденами «За заслуги» III ступеня (2009 р.) та «За заслуги» II ступеня (2014 р.), медалями "За сприяння в охороні державного кордону України (2007 р.), «За сприяння органам внутрішніх справ України» (2005 р.), медаллю Всеукраїнської громадської організації «Асоціації „Афганці“ Чорнобиля» «За виконаний з честю обов'язок» (2013 р.), Ювілейною медаллю Асоціації міст України (2013 р.), медаллю міжнародного рейтингу «Золота фортуна» «За великий внесок у підготовку кадрів культури та мистецтва» (2004 р.) та ін.
7 лютого 2025 року нагороджений відзнакою Київської обласної ради "Нагрудний знак «За заслуги перед Київщиною» (№ 292).